# Čab
Čab (em húngaro: Csabb) é um município da Eslováquia, situado no distrito de Nitra, na região de Nitra. Tem 8,15 km² de área e sua população em 2018 foi estimada em 795 habitantes.

## Demografia
| Ano:        | 1994 | 2004 | 2014   | 2024   |
| ----------- | ---- | ---- | ------ | ------ |
| Broj ljudi: | 0    | 713  | 779    | 769    |
| Razlika:    |      | –    | +9,25% | -1,28% |

| Ano:               | 2023 | 2024   |
| ------------------ | ---- | ------ |
| Número de pessoas: | 780  | 769    |
| Diferença:         |      | -1,41% |